# Белладонна (порноактриса)
Белладонна (англ. Belladonna; настоящее имя — Мишель Энн Синклер (англ. Michelle Anne Sinclair), р. 21 мая 1981) — американская порноактриса. Многократный лауреат порнопремии AVN Awards. Снялась в 379 фильмах и выступила режиссёром 89 картин. Белладонна принимала участие в сексуальных сценах типа двойное проникновение, футфетиш, фистинг, глубокая глотка, анилингус.

## Биография

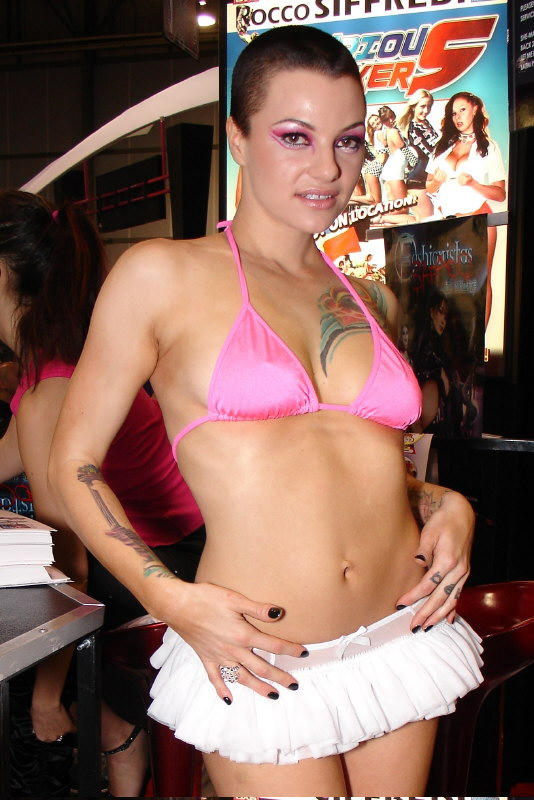
Беладонна на AVN Adult Entertainment Expo в 2007 году

Мишель Энн Синклер родилась 21 мая 1981 года в Билокси, штат Миссисипи. В 12 лет сделала себе первую татуировку, в 14 лет пыталась покончить жизнь самоубийством. Бросив учёбу в школе в возрасте 15 лет, она переехала в другой город. Некоторое время она жила в штате Юта, известном своими мормонскими общинами. В этот период её познакомили с агентом, набирающим порноактрис. На следующий же день она вылетела в Лос-Анджелес. В 18 лет Белладонна танцевала стриптиз в клубах, специально созданных для проведения мальчишников. После периода работы моделью, позируя в обнажённом виде, Мишель перешла в порнобизнес, взяв творческий псевдоним Белладонна. Беллой её называли друзья в Юте, позднее агент посоветовал использовать псевдоним Bella Donna (итал. красивая женщина), см. также Белладонна. По её собственным словам, первым фильмом стал «Настоящий секс-журнал 31» («Real Sex Magazine 31»), где она впервые занялась анальным сексом. Белладонна снялась более чем в 250 порнофильмах, в большинстве из них — в сценах с анальным сексом.
Белладонна участвовала в съёмках телепрограммы «Семейный бизнес» (Family Business), посвящённой жизни порнорежиссёра Адама Глассера. В 2004 году она появилась в фотоальбоме XXX: 30 Porn Star Photographs известного американского фотографа Тимоти Гринфилд-Сандерса. Позднее кабельный канал HBO выпустил документальный фильм о процессе работы фотографа над альбомом.
Белладонна была участницей программы Primetime Thursday телеканала ABC в 2003 году. Её высказывания в программе, где во время интервью она заплакала, были использованы активистами движения против порнографии, считающими, что порноиндустрия эксплуатирует женщин. Однако позднее актриса выступила с критикой ведущих телепрограммы и сотрудников телеканала, заявив, что её слова подверглись видеомонтажу с целью введения зрителей в заблуждение. Дезавуируя заявления антипорнографических организаций, Белладонна сказала, что ей нравится сниматься в порно.
Белладонна была помолвлена с порноактёром Начо Видалом, однако в 2004 году вышла замуж за Эйдена Келли. В 2005 году у актрисы родилась дочь Майла. Вместе с мужем Белладонна занимается производством собственной порнографической продукции под маркой Belladonna Entertainment. В этой студии начинали свою карьеру многие порноактёры, например, Алексис Тексас.
Имеет татуировки на груди, пояснице и запястье.
В 2011 году Мишель снялась на обложку альбома Reckless & Relentless металкор группы Asking Alexandria. В начале 2012 года Мишель приняла участие в съёмках 15-минутного фильма «Through Sin and Self-Destruction», этой же группы.

## Премии и номинации

### AVN Awards
На AVN Award Белладонна была номинирована 42 раза и победила 10 раз. В 2011 году она попала в Зал Славы AVN Awards.
| Год  | Результат | Награда                                                                         | Фильм                              | Победители/номинанты |
| ---- | --------- | ------------------------------------------------------------------------------- | ---------------------------------- | --- |
| 2013 | Номинация | Лучшая сцена лесбийского дуэта (Best Girl/Girl Sex Scene)                       | Kristina Rose: Unfiltered          | Кристина Роуз |
| 2013 | Номинация | Лучший режиссёр неигрового кино (Best Director (Non-Feature))                   | Kristina Rose: Unfiltered          | Кристина Роуз |
| 2011 | Победа    | Зал Славы AVN Awards (AVN Hall of Fame)                                         |                                    | |
| 2009 | Победа    | Лучшая сцена лесбийского порно с тремя актёрами (Best All-Girl 3-Way Sex Scene) | Belladonna’s Girl Train            | Эйден Старр и Кейн, Кимберли |
| 2009 | Победа    | Лучшая актриса второго плана (Best Supporting Actress)                          | Pirates II                         | |
| 2009 | Победа    | Лучшая лесбийская секс-сцена (Best All-Girls Couples Sex Scene)                 | Pirates II                         | Джесси Джейн |
| 2009 | Номинация | Лучшая лесбийская секс-сцена (Best All-Girls Couples Sex Scene)                 | Belladonna’s Fucking Girls 6       | Белл, Лекси |
| 2009 | Номинация | Лучшая сцена лесбийского порно с тремя актёрами (Best All-Girl 3-Way Sex Scene) | Pirates II                         | Katsuni и Stoya |
| 2009 | Номинация | Лучшая сцена анального секса (Best Anal Sex Scene)                              | Butthole Whores 2                  | Steve Holmes |
| 2009 | Номинация | Лучший режиссёр неигрового кино (Best Director (Non-Feature))                   | Discovering Alexis Texas           | |
| 2009 | Номинация | Лучшая сцена орального секса (Best Oral Sex Scene)                              | Belladonna’s Odd Jobs 3            | |
| 2009 | Номинация | Лучшая секс-сцена с тремя актёрами (Best Threeway Sex Scene)                    | Cock Pigs                          | Brianna Love и Mr. Pete |
| 2009 | Номинация | Лучшая секс-сцена с тремя актёрами (Best Threeway Sex Scene)                    | Pirates II                         | Саша Грей и Evan Stone |
| 2009 | Номинация | Режиссёр года (Director of the Year)                                            |                                    | |
| 2009 | Номинация | Исполнительница года (Female Performer of the Year)                             |                                    | |
| 2008 | Победа    | Лучший режиссёр неигрового кино (Best Director (Non-Feature))                   | Belladonna: Manhandled 2           | |
| 2008 | Номинация | Режиссёр года (по количеству картин) (Director of the Year (Body of Work))      |                                    | |
| 2008 | Номинация | Лучшая сцена лесбийского порно — видео (Best All-Girl Sex Scene (Video))        | Belladonna’s Fucking Girls 4       | Naomi |
| 2008 | Номинация | Лучшая секс сцена с двумя парами — видео (Best Couples Sex Scene (Video))       | Belladonna: Manhandled 2           | Tony T |
| 2008 | Номинация | Лучшая сцена группового секса — видео (Best Group Sex Scene (Video))            | I Dream of Jenna 2                 | Дженна Джеймсон, Никита Дениз, Аврора Сноу, Cindy Crawford, Alaura Eden, Courtney и T. T. Boy |
| 2008 | Номинация | Лучшая сцена орального секса (Best Oral Sex Scene (Video))                      | Fashionistas Safado: Berlin        | |
| 2008 | Номинация | Лучшая сцена орального секса (Best Oral Sex Scene (Video))                      | I Dream of Jenna 2                 | |
| 2008 | Номинация | Лучшая сцена мастурбации (Best Solo Sex Scene)                                  | Butthole Whores                    | |
| 2008 | Номинация | Самая извращённая сексуальная сцена (Most Outrageous Sex Scene)                 | Belladonna Fetish Fanatic 5        | Claire Adams |
| 2007 | Победа    | Лучшая сцена группового секса — видео (Best Group Sex Scene (Video))            | Fashionistas Safado: The Challenge | Мелисса Лорен, Дженна Хейз, Джианна Майклз, Сандра Ромейн, Адрианна Николь, Флауэр Туччи, Саша Грей, Николь Шеридан, Marie Luv, Кэролайн Пирс, Lia Baren, Джевел Марсо, Jean Val Jean, Christian XXX, Voodoo, Chris Charming, Эрик Эверхард, Mr. Pete и Рокко Сиффреди |
| 2007 | Номинация | Лучшая актриса — видео (Best Actress (Video))                                   | Fashionistas Safado: The Challenge | |
| 2007 | Номинация | Режиссёр года (по количеству картин) (Director of the Year (Body of Work))      |                                    | |
| 2007 | Номинация | Лучшая сцена лесбийского порно — видео (Best All-Girl Sex Scene (Video))        | Belladonna: No Warning             | Chloe Dior |
| 2005 | Номинация | Лучшая сцена лесбийского порно — видео (Best All-Girl Sex Scene (Video))        | The Connasseur                     | Каталина |
| 2005 | Номинация | Лучшая сцена лесбийского порно — видео (Best All-Girl Sex Scene (Video))        | Bella Loves Jenna                  | Дженна Джеймсон |
| 2005 | Номинация | Лучшая сцена анального секса (Best Anal Sex Scene)                              | Bella Loves Jenna                  | Начо Видал |
| 2004 | Победа    | Лучшая сексуальная сцена совокупления (Видео)                                   | Back 2 Evil                        | Начо Видал |
| 2004 | Номинация | Исполнительница года (Female Performer of the Year)                             |                                    | |
| 2004 | Номинация | Лучшая сцена анального секса (Best Anal Sex Scene)                              | Anal Trainer 4                     | Мануэль Феррара |
| 2004 | Номинация | Лучшая сцена орального секса (Best Oral Sex Scene)                              | Back 2 Evil                        | Начо Видал |
| 2004 | Номинация | Лучшая сцена с тремя актёрами (Best Three-way Sex Scene)                        | Latin Amore                        | Dee и Billy Glide |
| 2004 | Номинация | Лучшая сцена с тремя актёрами — видео (Best Three-Way Sex Scene (Video))        | New Wave Hookers 7                 | Tyce Bune & Joel Lawrence |
| 2004 | Номинация | Лучшая сексуальная сцена in a Foreign-Shot Production                           | Rocco: Animal Trainer 10           | Daniella, Sara & Начо Видал |
| 2004 | Номинация | Самая извращённая сексуальная сцена (Most Outrageous Sex Scene)                 | She-Male Domination Nation         | Начо Видал и Carol |
| 2003 | Победа    | Лучшая актриса второго плана (Best Supporting Actress (Film))                   | The Fashionistas                   | |
| 2003 | Победа    | Лучшая сцена стриптиза                                                          | The Fashionistas                   | |
| 2003 | Победа    | Лучшая сцена лесбийского порно — фильм (Best All-Girl Sex Scene (Film))         | The Fashionistas                   | Тейлор Сент-Клэр |
| 2003 | Победа    | Лучшая сцена орального секса — фильм (Best Oral Sex Scene (Film))               | The Fashionistas                   | Рокко Сиффреди |
| 2003 | Номинация | Исполнительница года (Female Performer of the Year)                             |                                    | |
| 2003 | Номинация | Лучшая сцена анального секса — видео (Best Anal Sex Scene (Video))              | Up Your Ass 19                     | Лексингтон Стил |
| 2003 | Номинация | Лучшая сцена орального секса — фильм (Best Oral Sex Scene (Film))               | The Fashionistas                   | Mark Ashley & Billy Glide |

### XRCO Awards
| Год  | Результат | Номинация                                 | Фильм                              | Совместно с:     |
| ---- | --------- | ----------------------------------------- | ---------------------------------- | ---------------- |
| 2013 | Победа    | Зал славы                                 | н/д                                | н/д              |
| 2010 | Номинация | Супершлюха                                | н/д                                | н/д              |
| 2010 | Номинация | Лучший режиссёр (не-полнометражный фильм) | н/д                                | н/д              |
| 2009 | Победа    | Оргазмический оралист                     | н/д                                | н/д              |
| 2009 | Победа    | Оргазмическая аналистка                   | н/д                                | н/д              |
| 2009 | Номинация | Супершлюха                                | н/д                                | н/д              |
| 2009 | Номинация | Лучшая химия на экране                    | н/д                                | Джесси Джейн     |
| 2009 | Номинация | Лучший режиссёр (не-полнометражный фильм) | н/д                                | н/д              |
| 2008 | Номинация | Оргазмический оралист                     | н/д                                | н/д              |
| 2008 | Номинация | Лучший режиссёр (не-полнометражный фильм) | н/д                                | н/д              |
| 2007 | Номинация | Лучшее сольное исполнение (актриса)       | Fashionistas Safado: The Challenge | н/д              |
| 2005 | Номинация | Лучшая сексуальная сцена (пара)           | Bella Loves Jenna                  | Начо Видаль      |
| 2005 | Номинация | Лучшая лесбийская сцена                   | Bella Loves Jenna                  | Дженна Джеймсон  |
| 2005 | Номинация | Оргазмический оралист                     | н/д                                | н/д              |
| 2004 | Номинация | Исполнительница года                      | н/д                                | н/д              |
| 2004 | Номинация | Фаворит мейнстрима в СМИ для взрослых     | н/д                                | н/д              |
| 2004 | Номинация | Лучшая сексуальная сцена (пара)           | Back 2 Evil                        | Начо Видаль      |
| 2004 | Номинация | Оргазмический оралист                     | н/д                                | н/д              |
| 2004 | Номинация | Оргазмический аналитик                    | н/д                                | н/д              |
| 2003 | Победа    | Исполнительница года                      | н/д                                | н/д              |
| 2003 | Победа    | Лучшее сольное исполнение (актриса)       | The Fashionistas                   | н/д              |
| 2003 | Победа    | Лучшая лесбийская сцена                   | The Fashionistas                   | Тейлор Сент-Клэр |
| 2003 | Победа    | Оргазмический аналитик                    | н/д                                | н/д              |

### F.A.M.E. Awards
| Год  | Результат | Номинация                     |
| ---- | --------- | ----------------------------- |
| 2010 | Finalist  | Любимая оральная старлетка    |
| 2010 | Finalist  | Любимая анальная старлетка    |
| 2010 | Finalist  | Любимый режиссёр              |
| 2010 | Номинация | Любимая старлетка             |
| 2010 | Номинация | Самая грязная девушка в порно |
| 2010 | Номинация | Любимая задница               |
| 2009 | Победа    | Любимая анальная старлетка    |
| 2009 | Победа    | Любимый режиссёр              |
| 2009 | Finalist  | Любимая старлетка             |
| 2009 | Finalist  | Любимая оральная старлетка    |
| 2009 | Finalist  | Самая грязная девушка в порно |
| 2009 | Finalist  | Любимый сайт звезды           |
| 2009 | Номинация | Любимая задница               |
| 2008 | Finalist  | Любимая старлетка             |
| 2008 | Finalist  | Любимая задница               |
| 2008 | Finalist  | Любимый режиссёр              |
| 2007 | Победа    | Самая грязная девушка в порно |
| 2007 | Finalist  | Любимая старлетка             |
| 2007 | Finalist  | Любимая анальная старлетка    |
| 2007 | Finalist  | Любимая задница               |
| 2006 | Номинация | Любимая взрослая актриса      |
| 2006 | Номинация | Любимая задница               |

### Ninfa Award
| Год  | Результат | Номинация                            | Фильм               |
| ---- | --------- | ------------------------------------ | ------------------- |
| 2007 | Победа    | Специальная премия жюри              | н/д                 |
| 2007 | Победа    | Самая оригинальная сексуальная сцена | Fashionistas Safado |
| 2003 | Победа    | Лучшая актриса                       | The Fashionistas    |

### XBIZ Awards
| Год  | Результат | Номинация                       |
| ---- | --------- | ------------------------------- |
| 2009 | Победа    | Режиссёр (по количеству картин) |

### AFWG Awards
| Год  | Результат | Номинация                            | Фильм            | Совместно с:     |
| ---- | --------- | ------------------------------------ | ---------------- | ---------------- |
| 2008 | Победа    | Режиссёр года                        | Iodine Girl      | н/д              |
| 2003 | Победа    | Американская исполнительница года    | н/д              | н/д              |
| 2003 | Победа    | Лучшая актриса второго плана (фильм) | The Fashionistas | н/д              |
| 2003 | Победа    | Лучшая лесбийская сцена (фильм)      | The Fashionistas | Тейлор Сент-Клэр |
| 2003 | Победа    | Лучшая сцена анального секса (видео) | Up Your Ass 19   | Лексингтон Стил  |

### NightMoves Awards
| Год  | Результат | Номинация                                            |
| ---- | --------- | ---------------------------------------------------- |
| 2012 | Победа    | Лучший режиссёр — не-пародия (выбор фанатов)         |
| 2008 | Победа    | Зал славы                                            |
| 2008 | Победа    | Награда за тройную роль (Танец/исполнение/режиссура) |
| 2003 | Победа    | Лучшая актриса (выбор редакции)                      |

### Интервью
- Interview 2005 // FoundryMusic.com
- Interview #1 (January 2002) и interview #2 (March 2003) // RogReviews.com
- Belladonna interview // Eros-Zine.com, March 2007
- Belladonna QA // Good Vibrations, апрель 2007
- Audio Interview // Adult DVD Talk, июнь 2007
- A mum in disguise (audio interview) // Maynard.com.au, май 2008
- Audio Interview // Adult DVD Talk, май 2008